# Knockin’ on Heaven’s Door
Knockin’ on Heaven’s Door – ballada rockowa napisana przez Boba Dylana. Znalazła się na ścieżce dźwiękowej do filmu Pat Garrett i Billy Kid z 1973. Została także wydana na singlu.

## Historia i charakter utworu
Utwór ten został nagrany jako ilustracja muzyczna filmu Pat Garrett i Billy Kid w lutym 1973 r. w Burbank Studios w Burbank w Kalifornii, w czasie drugiej sesji. Plonem tej sesji były jeszcze: „Bunkhouse Theme”, „Final Theme” (3 próby), „Billy 7” (3 próby), „Sweet Amarillo”, „Rock Me Mama”, „Ride Billy Ride”. Na album trafiła 4 z 5 prób nagrania kompozycji.
Według wypowiedzi Dylana, piosenka ta została napisana specjalnie do sceny w filmie, w której szeryf miasta umiera w ramionach swojej żony. Jednak nie jest trudno zobaczyć w tej piosence także alegorii bezsensownej wojny w Wietnamie. Piosenka może być także osobistym komentarzem do jego ówczesnej sytuacji – artysty, który utracił swoją kreatywną moc, a ma mnóstwo kontraktowych zobowiązań. Również Dylan był skłócony z aranżerem muzyki Jerrym Fieldingiem zatrudnionym przez reżysera; obaj wkrótce się znienawidzili.
Piosenka ta stała się jednym z największych przebojów Dylana i jednym z jego najpopularniejszych utworów. Dylan zaczął wykonywać tę kompozycję na koncertach w kilka miesięcy po jej nagraniu, podczas pierwszego od 1966 r. tournée w 1974 r. Akompaniowała mu grupa The Band. W późniejszych latach wykonywał tę piosenkę dosyć regularnie.

## Twórcy
Sesja druga
- Bob Dylan – gitara, wokal, harmonijka
- Terry Paul – gitara basowa, śpiew towarzyszący
- Roger McGuinn – gitara
- Jim Keltner – perkusja
- Russ Kunkel – tamburyn, bongosy
- Carol Hunter – gitara, śpiew towarzyszący
- Donna Weiss – chórki
- Brenda Patters – chórki
- Gary Foster – flet
- Carl Fortina – harmonia
- Fred Catz – wiolonczela
- Ted Michel – wiolonczela

## Wydania utworu
singiel
- „Knockin’ on Heaven’s Door/Turkey Chase” (Columbia 4-45913, CBS 1762)

Albumy
- Before the Flood (1974) firmowany przez Bob Dylan/The Band
- Masterpieces (1978)
- Bob Dylan at Budokan (1979)
- Biograph (1985)
- Dylan & The Dead (1989) firmowany przez Bob Dylan/Grateful Dead
- The 30th Anniversary Concert Celebration (1993) wykonany przez Boba Dylana i „wszystkich”
- Bob Dylan’s Greatest Hits Volume 3 (1994)
- MTV Unplugged (Bob Dylan) (1995)
- Live 1961–2000: Thirty-Nine Years of Great Concert Performances (2001)
- The Bootleg Series Vol. 5: Bob Dylan Live 1975, The Rolling Thunder Revue (2002)
- The Essential Bob Dylan (2000)
- Dylan (album 2007) (2007)

Wideo
- Hard to Handle DVD
- MTV Unplugged (Bob Dylan) DVD

## Wersje innych wykonawców
Źródło
Chociaż piosenka oryginalnie została nagrana w wolnej, akustycznej w wersji, później nagrywana była w różnych stylach przez wielu artystów np. Erica Claptona, zespoły Guns N’ Roses i Television, Warrena Zevona, Randy Crawford, Avril Lavigne, Adrian Wegiera, Babsztyl, Bob Marley, Bon Jovi,
Cat Power, Daniel Lioneye, Def Leppard, George Harrison, Indigo Girls, Mark Knopfler, Meir Ariel, Red Hot Chili Peppers, U2, oraz przez artystę kabaretowego Grzegorza Halamę. Piosenka w dowcipny sposób została wykorzystana w filmie Be Cool z 2005, przez co trafiła na płytę ze ścieżką filmową do niego.
- Sandy Denny – Who Knows Where the Time Goes (1974)
- G.T. Moore – G.T. Moore and the Reggae Guitars (1974)
- Eric Clapton – singiel (1975); There’s One in Every Crowd (1975); Just One Night (1980); Time Pieces: Best of Eric Clapton (1982); Time Pieces, Volume II: Live in Seventies (1983); After Mindnight (1984); Backtrackin' (1984); The Cream of Eric Clapton (1987); Crossroads (1988); Crossroads 2: Live in the Seventies (1996)
- Roger McGuinn – Roger McGuinn & Band (1975)
- Arthur Louis (with Eric Clapton) – Knockin’ on Heaven’s Door (1976)
- Kevin Coyne – In Living Black and White (1977)
- Booker T. Jones – Try and Love Again (1978)
- Pete Carr – Multiple Flash (1978)
- Joe Sun – Living on Honky Tonk Time (1980)
- Cold Chisel – Swingshift (1981)
- Jerry Garcia Band – Run for the Roses (1982); Don’t Let Go (2001)
- Danny & Dusty – The Lost Weekend (1985)
- The Alarm – Spirit of '76 (1986)
- Ladysmith Black Mambazo – Heavenly (1987)
- Randy Crawford – Rich and Poor (1989); Best of Randy Crawford (1996)
- The Heart of Gold Band – Double Dose (1989)
- The Sisters of Mercy – Doctor Jeep (1990); Heaven’s Door (1991)
- Guns N’ Roses – Use Your Illusion II (1991); The Live Era: 1987–1993 (1999)
- Dead Ringers – Dead Ringers (1993)
- Leningrad Cowboys – Happy Together (1994)
- Royal Philharmonic Orchestra – Rock Dreams: Knockin’ on Heaven’s Door (1996)
- Rat Dog – Furthur (1996)
- Beau Jocque and Zydeco Hi Roller – Gonna Take You Down (1996)
- Gregg Smith – I Wanna Rock Ya (1997)
- Ricki Erik – My Heart Will Go On (1998)
- The Paragons – Sings the Beatles and Dylan (1998)
- Minority Militia – Criminal Network (1999)
- Michel Montecrossa and the Chosen Few – Eternal Circle (1999)
- Al DiMarco and David West na albumie różnych wykonawców Pickin’ on Dylan (1999)
- Jerry Garcia/David Grisman/Tony Rice – The Pizza Tapes (2000)
- Crazy Betty na albumie różnych wykonawców Duluth Does Dylan (2001)
- Roger Waters – Flickering Flames: The Solo Years, Volume One (2002)
- Wyclef Jean – Masquerade (2002)
- Warren Zevon – The Wind (2003)
- Todd Rubenstein – The String Quartet Tribute to Bob Dylan (2003)
- Scott Mateo Davies – Caravana Flamenco (2003)
- Judy Mowatt na albumie różnych wykonawców Blowin’ in the Wind: A Reggae Tribute to Bob Dylan (2003)
- Martyna Jakubowicz – Tylko Dylan (2005)

Wideo
- Grateful Dead – View from the Vault DVD (2000)

## Listy przebojów
| Rok           | Singel                      | Lista              | Pozycja |
| ------------- | --------------------------- | ------------------ | ------- |
| sierpień 1973 | „Knockin’ on Heaven’s Door” | Billboard. Hot 100 | 12      |
| sierpień 1973 | „Knockin’ on Heaven’s Door” | UK Chart           | 14      |